# Тіамфенікол
Тіамфенікол — синтетичний антибіотик з групи амфеніколів для парентерального та місцевого застосування.

## Фармакологічні властивості
Тіамфенікол — синтетичний антибіотик з групи амфеніколів широкого спектра дії. Препарат має бактеріостатичну дію, що полягає в порушенні синтезу білків у бактеріальних клітинах. Тіамфенікол є сульфонільним аналогом хлорамфеніколу. До тіамфеніколу чутливі такі збудники: стафілококи, стрептококи (у тому числі пневмококи), Corynebacterium diphtheriae, Haemophilus influenzae, Bordetella pertussis, Yersinia pestis, Bacteroides spp., Brucella spp., сальмонелли, шиґели, Escherichia coli, нейсерії, клостридії, лістерії. Препарат застосовують тільки внутрішньом'язово або місцево (промивання пазух, аерозольні інгаляції та ендобронхіальні інстиляції, закапування у вуха і ніс).

### Фармакодинаміка
Тіамфенікол швидко розподіляється в організмі, накопичується в тканинах дихальної системи. При інгаляційному застосуванні препарату протягом 1 години досягається концентрація у крові співмірна із парентеральним застосуванням. Препарат зв'язується з біками плазми крові на 50-60%. Максимальна концентрація в крові антибіотику при парентеральному застосуванні досягається протягом 15 хвилин. Препарат проникає через плацентарний бар'єр, виділяється в грудне молоко. Препарат метаболізується в печінці. Період напіввиведення тіамфеніколу становить 1 годину. Виводиться препарат з організму переважно з сечею, частково — з жовчю і калом.

## Показання до застосування
Тіамфенікол показаний при інфекціях, викликаних чутливими до препарату мікроорганізмами: бронхіти, пневмонія, синусити, отити, бронхоектатична хвороба, муковісцидоз, коклюш, абсцес легень, підготовка до інструментальних обстежень бронхолегеневої системи.

## Побічна дія
При застосуванні тіамфеніколу можливі наступні побічні ефекти: лейкопенія, тромбоцитопенія, анемія, бронхоспазм, алергічні реакції, стоматит, риніт, подразнення дихальних шляхів і рефлекторний кашель при інгаляційному введенні. Побічні реакції при застосуванні тіамфеніколу спостерігаються значно рідше, ніж при застосуванні хлорамфеніколу. Зокрема, така важкі побічні реакції, як апластична анемія та «сірий синдром», не спостерігаються взагалі, а інші побічні реакції спостерігаються рідше.

## Протипокази
Тіамфенікол протипоказаний при підвищеній чутливості до препарату, легеневій кровотечі, бронхіальній астмі, виразковій хворобі з кровотечею, при важких захворюваннях печінки і нирок. Застосування препарату при вагітності та годуванні грудьми проводять з обережністю.

## Форми випуску
Тіамфенікол випускається у вигляді порошку в флаконах для ін'єкцій у вигляді комплексної сполуки з ацетилцистеїном по 810 мг тіамфеніколу гліцинату ацетилцистеїнату.

## Застосування у ветеринарії
Тіамфенікол застосовується у ветеринарії у вигляді фторованого похідного флорфеніколу для лікування інфекцій, що викликані чутливими до препарату збудниками, у великої рогатої худоби та свиней. Для ветеринарного застосування препарат випускається у вигляді флаконів для парентерального застосування по 100 мл 20% розчину.